# 164. leichte Afrika-Division
Die 164. Infanterie-Division war ein zu Beginn des Zweiten Weltkrieges aufgestellter Großverband des Heeres der deutschen Wehrmacht. Durch Umgliederung wurde er im Januar 1942 zur Festungs-Division Kreta und wurde im Juli 1942 überwiegend zur Aufstellung der 164. leichte Afrika-Division verwendet.

## 164. Infanterie-Division

### Aufstellung
Die 164. Infanterie-Division wurde ab 27. November 1939 auf dem Truppenübungsplatz Königsbrück im Wehrkreis IV als Division der 7. Aufstellungswelle aus Ersatztruppen des Wehrkreises IV als zweizügige Division aufgestellt.
Im Rahmen der Aufstellung wurden folgende Verbände gebildet:
- Infanterie-Regiment 382 (aus Infanterie-Ersatz-Bataillonen 304, 465 und 394)
- Infanterie-Regiment 433 (mit neuem Personal und den Stäben Infanterie-Ersatz-Regiment 56 und Infanterie-Bataillonen 173, 475 und 392)
- leichte Artillerie-Abteilung 220 (mit 3 Batterien aus I. Abteilung / Artillerie-Ersatz-Abteilung 209)

Die Division blieb nach Aufstellung weiterhin in Königsbrück und diente zunächst in den Monaten Januar und Februar als Lehr-Division. Per 20. Januar 1940 wurden das Personal der Feldersatz-Bataillone 4 (Reichenberg), 14 (Leipzig) und 44 (Wien) zugeführt, und ein weiterer Ausbau zur dreizügigen Division umgesetzt. Damit änderte sich die Gliederung:
- Infanterie-Regiment 382 (mit neuem II. Bataillon aus Feld-Ersatz-Bataillon 14)
- Infanterie-Regiment 433 (mit neuem III. Bataillon aus Feld-Ersatz-Bataillon 44)
- Infanterie-Regiment 440 (mit I. Bataillon aus Feld-Ersatz-Bataillon 4, II. Bat. aus II. Bataillon/IR 382 und III. Bat. aus III. Bataillon/IR 433)
- Artillerie-Regiment 220 (mit Stab vom Artillerie-Regiment 209 und vier Abteilungen aus den leichten Artillerie-Abteilungen 220 und 248, sowie einer neuen schweren Abteilung)
- Divisionstruppen Nr. 220 (Pioniere, Nachrichtentruppen, Panzer-Abwehr-Abteilung etc.)

In Vorbereitung auf den Angriff auf Frankreich, wurde die Division als Reserve des Oberkommandos der Heeres nach Westdeutschland in den Raum Bitburg verlegt.

### Westfeldzug
Nach Beginn der Kämpfe im Westen marschierte die 164. ID im Juni als OKH-Reserve aus dem Raum Bitburg über Luxembourg nach Nordfrankreich und rückte bis Ende Juni/Anfang Juli 1940 im Verband der 9. Armee der Heeresgruppe A, dem XXIII. Armee-Korps unterstellt, bis Reims vor.

### Besatzungsaufgaben in Frankreich
Nördlich Reims verblieb die Division zur weiteren Ausbildung bis Dezember 1940 (von August bis November 1940 erst beim XXXXII. Armee-Korps und dann wieder beim XXIII. Armee-Korps der 16. Armee, dann im Dezember kurz beim XI. Armee-Korps der 1. Armee), zunächst zum Ernteeinsatz, zur Flüchtlingsbetreuung und Gefangenenbewachung, später in Vorbereitung zum – nicht realisierten – Landeinsatz gegen England („Unternehmen Seelöwe“).

### Verlegung nach Rumänien
Die Division verlegte Ende Januar 1941 gemeinsam mit dem XXX. Armee-Korps der 12. Armee (Generalfeldmarschalls Wilhelm List) nach Rumänien in den Bereich des Befehlshaber Südost.

### Balkanfeldzug
Die Bündnispartnerschaft mit Italien veranlasste das deutsche Oberkommando nach dem italienischen Angriff vom 28. Oktober 1940 und der Unterstützung Griechenlands durch Großbritannien am 13. November einen deutschen Angriff auf Griechenland zu planen. Dieser wurde durch die Genehmigung des bulgarischen Zaren möglich, der es erlaubte, dass deutsche Truppen in Bulgarien für einen Angriff bereitgestellt werden dürften. Der Angriff auf Griechenland begann am 6. April 1941 um 05:15 Uhr ohne vorherige Kriegserklärung.
Die Division nahm als Teil des XXX. Armee-Korps (50. Infanterie-Division und 164. Infanterie-Division) ab dem 9. April 1941 am Feldzug gegen Griechenland teil. Die Verbände waren griffen den nordöstlichen Teil des griechischen Festlands (Thrakien) und teilten sich dann. Die 164. Infanterie-Division stieß nach dem Durchbruch zur Küste weiter nach Westen in den ostmazedonischen Raum vor und besetzte den Raum Saloniki. Aus strategischen Gründen wurde festgelegt, dass der Raum um die Großstadt Thessaloniki und Gebiete bis zur jugoslawischen Grenze besetzt bleiben sollten.

### Besatzungsaufgaben in Jugoslawien und Griechenland
Die Division wurde ab April 1941 im Raum Thessaloniki mit dem XXX. Armee-Korps als Besatzungstruppe eingesetzt. Im Juni 1941 wurde dem XXX. Armee-Korps eine neue Aufgabe zugeteilt und der Verband wurde unmittelbar der 12. Armee unterstellt. Von September bis Oktober erfolgte die Unterstellung beim XVIII. Armee-Korps in Jugoslawien, da Teile der Division nunmehr auch als Wachkompanien in Belgrad, aber auch in Athen eingesetzt wurden. Mögliche Einsätze gegen Partisanen in Jugoslawien sind bisher nicht dokumentiert.

### Kriegsverbrechen in der Präfektur Thessaloniki
Teile der Division waren im Oktober 1941 in Nordgriechenland in der Präfektur Thessaloniki eingesetzt.
Am 17. Oktober 1941 umstellten zwei Bataillone der 164. Infanterie-Division nach vorangegangenen Scharmützeln mit Partisanen in dieser Gegend die Dörfer Ano Kerdilia und Kato Kerdilia. Vermutet wurde eine Unterstützung der Partisanen durch die Dorfbevölkerung. Beweise für einen solchen Bandenrückhalt existierten nicht.
Entsprechend der von Generalfeldmarschall List an die unterstellten Verbände bekanntgegebenen Befehle wurden alle männlichen Bewohner im Alter von 16 bis 60 Jahren zusammengetrieben und erschossen. Über 200 Menschen kamen dabei um. Zusätzlich wurden die beiden Dörfer restlos zerstört und die überlebenden Bewohner vertrieben. Die beiden Orte wurden nach dem Krieg nicht mehr aufgebaut. Lediglich eine neue Ortschaft Nea Kerdilia entstand später. Das als Massaker von Kerdylia bekannt gewordene Verbrechen wurde in Nürnberg 1945 als „Ermordung und Misshandlung der Zivilbevölkerung“ und damit in der Anklageschrift als Kriegsverbrechen bewertet.
Die Täter vom 17. Oktober 1941 wurden weder vor einem Militärgerichtshof, noch in Griechenland oder Deutschland verurteilt.

### Auflösung durch Umbenennung
Ab November 1941 wurde die Division im See- und Lufttransport auf die Insel Kreta verlegt. Sie war in dieser Zeit weiterhin direkt der 12. Armee unterstellt.

## Festungs-Division Kreta
Am 10. Januar 1942 wurde durch Umbenennung und Umgliederung aus der bisherigen 164. Infanterie-Division die Festungs-Division Kreta. Kommandeur war Generalleutnant Josef Folttmann.

### Auflösung durch Umbenennung
Ab 7. Juli 1942 wurde ein Teil der Division per Lufttransport nach Tobruk geflogen. Weitere Teile wurden per Schiff von Kreta (Suda) nach Tobruk gebracht. Die Schiffsstaffel bestand aus: Mitragliere, ZG 3, Torpedoboote Sirio und Cassiopeia, der U-Jäger 2104, 2107, die Dampfer Citta di Alessandria, Citta di Savona, Citta di Agrigento, Delos, Santa FeIm. Nach Ankunft in Tobruk wurden die Truppen umgehend an die Front nach El Alamein gebracht und dort hälftig den beiden deutschen Panzerdivisionen (Panzerarmee Afrika) zugeordnet.
Die nicht nach Afrika überführten Truppenteile blieben bis September 1942 bei den Festungs-Brigaden Kreta. Das Infanterie-Regiment 440 kam zur 1. Festungs-Brigade Kreta. Teile des Artillerie-Regiments 220 kamen als Artillerie-Regiment 619 zur 2. Festungs-Brigade Kreta.

## Geschichte

### Aufstellung
Am 15. August 1942 erfolgte die Aufstellung der 164. leichte Afrika-Division analog der Organisation leichte Infanterie-Division im Verband der Panzerarmee Afrika unter Generalfeldmarschall Erwin Rommel. Schon zuvor ab Ende Juli 1942 begann bereits die Aufstellung als Kampfgruppe durch das Oberkommando der „Panzergruppe Afrika“.
Es wurden folgende Einheiten für die Division gebildet oder eingegliedert:
- Infanterie-Regiment 125 (mot.) (aus Heerestruppe in Afrika bei Beginn des Einsatzes vollständig motorisiert)
- Infanterie-Regiment 382 (mot.) (aus Infanterie-Regiment 382 der Festungs-Division Kreta bei Ausladung in Tobruk/Derna mit Fahrrädern ausgerüstet / mit Beutefahrzeugen teilmotorisiert)
- Infanterie-Regiment 433 (mot.) (aus Infanterie-Regiment 433 der Festungs-Division Kreta bei Ausladung in Tobruk/Derna mit Fahrrädern ausgerüstet / mit Beutefahrzeugen teilmotorisiert)
- Pionier-Bataillon (mot.) 220
- Panzer-Aufklärungs-Abteilung 220 (mit 5 Kompanien (1. (Pz.Späh.)/2. (Aufkl.Kp)/3. schwere Kompanie/4. Sturmgeschütz-Kompanie/Stabs-Kompanie))
- Artillerie-Regiment (mot.) 220 (aus Artillerie-Regiment 220 und einer Batterie schwere Feldhaubitzen der Heerestruppen (Art.Btr. 903 (mot.)))
- Panzerjäger-Abteilung 220
- Divisionseinheiten Nr. 220

### El Alamein
Die 164. leichte Afrika-Division kämpfte im Verband der Panzerarmee Afrika (später Deutsch-Italienische Panzerarmee) von August bis November 1942 in der Stellungsfront bei El Alamein und erlitt während der Großoffensive der britischen 8. Armee unter General Bernard Montgomery erhebliche Verluste.
Nur mit Mühe konnte sie sich vom Feind lösen und den Rückzug der Armee aus Ägypten durch Libyen bis nach Südtunesien mitmachen.
Im Oktober wurde dem Verband die schwere Panzerjäger-Kompanie (Sfl.) 931 unterstellt, die jedoch erst im Januar 1943 in Tunesien zur Division stieß.

### Tunesien
Die letzten Kampfeinsätze der 164. leichten Afrikadivision erfolgten im Verband der italienischen 1. Armee unter Generaloberst Giovanni Messe ab Februar 1943. In dieser Zusammensetzung verteidigte die Einheit zusammen mit der deutschen 21. Panzer-Division im März 1943 erfolglos die bereits in römischer Zeit befestigte Enge von Tebaga.

### Kapitulation
In den folgenden Rückzugsgefechten operierte die 164. leichte Afrika-Division weiterhin in Gemeinschaft mit dem italienischen Verband, bis zur Kapitulation der Heeresgruppe Afrika am 13. Mai 1943 im Kampfraum nördlich von Tunis.

### Auflösung der Division
Die Division wurde am 30. Juni 1943 formell aufgelöst und nicht wieder aufgestellt.

## Gliederung
1939:

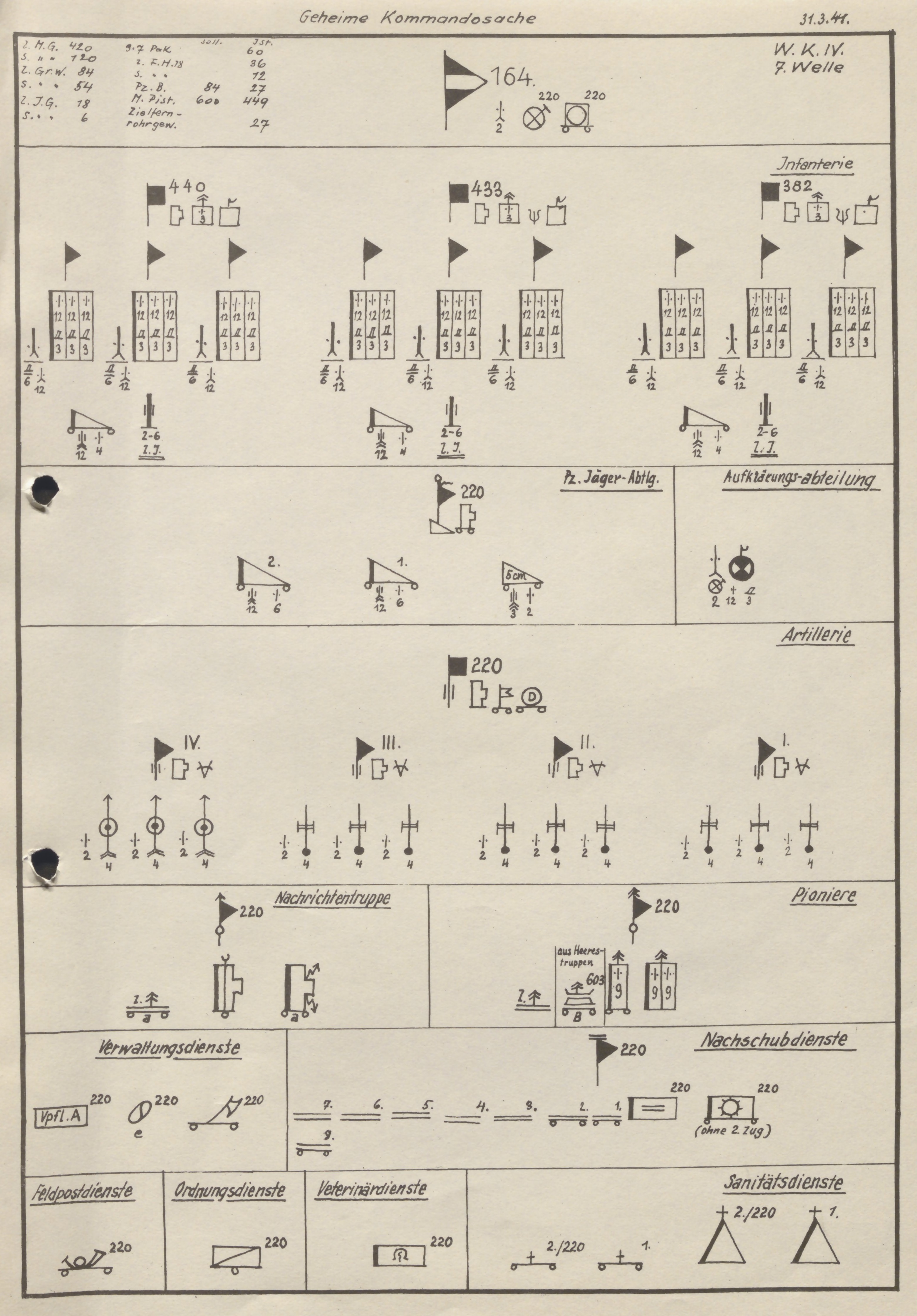
Gliederung der 164. Inf. Div. am 31. März 1941, taktische Zeichen

- Infanterie-Regiment 382 mit I.–III. aus Infanterie-Ersatz-Bataillon 304, 465 und 394
- Infanterie-Regiment 433 mit I.–III. aus Stab/Infanterie-Ersatz-Regiment 56 und den Bataillonsstäben 173, 475 und 392
- leichte Artillerie-Abteilung 220 mit drei Batterien aus Artillerie-Ersatz-Abteilung I./209

| 164. Infanterie-Division 1940                                                              | 164. leichte Afrika-Division 1942                                                               |
| ------------------------------------------------------------------------------------------ | ----------------------------------------------------------------------------------------------- |
| - Infanterie-Regiment 382 - Infanterie-Regiment 433 - Infanterie-Regiment 440 (ab 01.1940) | - Panzer-Grenadier-Regiment 382 - Panzer-Grenadier-Regiment 433 - Panzer-Grenadier-Regiment 125 |
| Artillerie-Regiment 220                                                                    |                                                                                                 |
| Pionier-Bataillon 220                                                                      |                                                                                                 |
| Panzerabwehr-Abteilung 220                                                                 | Aufklärungs-Abteilung 220                                                                       |
|                                                                                            | Feldersatz-Bataillon 220                                                                        |
| Nachrichten-Abteilung 220                                                                  | Panzer-Nachrichten-Abteilung 220                                                                |
| Nachschubtruppen 220                                                                       |                                                                                                 |

1. ↑  umbenannt in Panzer-Aufklärungs-Abteilung 220 am 10. Oktober 1942 und in Panzer-Aufklärungs-Abteilung 164 am 29. April 1943

## Kommandeure
| Damaliger Dienstgrad         | Name                          | Zeitraum                               |
| ---------------------------- | ----------------------------- | -------------------------------------- |
| Oberst/Generalmajor          | Konrad Haase                  | 1. Dezember 1939 bis 10. Januar 1940   |
| Generalmajor/Generalleutnant | Josef Folttmann               | 10. Januar 1940 bis 9. August 1942     |
| Oberst                       | Carl-Hans Lungershausen       | 10. August 1942 bis 31. August 1942    |
| Oberst                       | Hans Hecker                   | 31. August bis 9. September 1942       |
| Oberst/Generalmajor          | Carl-Hans Lungershausen       | 9. September 1942 bis 1. Dezember 1942 |
| Oberst                       | Siegfried Westphal            | 1. Dezember 1942 bis 29. Dezember 1942 |
| Oberst                       | Kurt Freiherr von Liebenstein | 1. Januar 1943 bis 15. Januar 1943     |
| Oberst                       | Rudolf Becker                 | 16. Januar bis 17. Februar 1943        |
| Generalmajor                 | Fritz Krause                  | 17. Februar bis 13. März 1943          |
| Generalmajor                 | Kurt Freiherr von Liebenstein | 13. März bis 13. Mai 1943              |